# Масао Цузуки
Масао Цузуки (на японски: 都築正男; 20 октомври 1892 г. – 5 април 1961 г.) е японски медицински учен и военноморски хирург. Последният му ранг е генерален хирург на ВМС. Наричат го „бащата на изследването на болестта на атомната бомба“.

## Кариера
Роден в град Химеджи, префектура Хиого, като най-големия син на практикуващ лекар. След като посещава гимназията „Химеджи“ на префектурата Хиого, той влиза в гимназията „Даичи“ от старата система през 1910 г. В първата гимназия той е ученик на Рюносуке Акутагава и Тадао Янаихара. През 1917 г. завършва катедрата по медицина в Медицинския факултет на Имперския университет в Токио и постъпва във флота. Отново влиза в Токийския университет като студент във Военноморското медицинско училище и учи хирургия при Хирошиге Шиода през 1926 г. Заглавието на неговата докторска дисертация по медицина в Токийския университет е „Експериментално изследване на биологичните ефекти на твърдите рентгенови лъчи“. През 1927 г. той е местен като[ неясно? ] ръководител на катедрата по стоматология, където извършва много лицево-челюстни операции и прави големи постижения в областта на оралната хирургия. През 1929 г. е повишен в професор в катедрата по орална хирургия. През 1934 г. става професор във Второто отделение по хирургия, наследявайки Шиода. Специализира гръдна хирургия. На 15 ноември 1939 г. е произведен в чин генерал-хирург на флота, а на 21 декември същата година преминава в запаса.
През август 1945 г. над Хирошима и Нагасаки са хвърлени атомни бомби. Когато актрисата Мидори Нака е изложена на атомната бомба в Хирошима и е приета в болницата на Токийския университет, Цузуки служи като неин лекуващ лекар, но Нака почива на 24 август. Цузуки, който диагностицира причината за смъртта на Нака като остра лъчева болест, е първият в света, който записва „болест от атомна бомба“ в медицинските си досиета (първата болест от атомна бомба). Това го кара да се включи в лечението на оцелели от атомна бомба и пациенти, страдащи от атомната бомбардировка, и той влиза в Хирошима на 30 август като ръководител на медицинския отдел на Специалния комитет за изследване на бедствия с атомна бомба към Съвета за академични изследвания на Министерството на образованието, културата, спорта, науката и технологиите. Той провежда теренни проучвания и предоставя помощ на оцелелите. През октомври публикува статия за радиационните увреждания в списание „Обща медицина“, обръщайки се към широка аудитория относно реалността на „болестта от атомна бомба“.
Когато започва съюзническата окупация, Цузуки също сътрудничи на американския разследващ екип, но през ноември 1945 г., в специална комисия на Съвета за научни изследвания на Япония, в отговор на заповедта на GHQ/SCAP за забрана на публикуването на изследвания, свързани с атомната бомба, от екипа казват: „Много оцелели от атомна бомба умират един след друг точно в този момент. Болестта на атомната бомба все още не е обяснена и не е намерен лек“ и категорично възразяват срещу това, заявявайки, че „забраната на научни публикации е хуманно неприемлива“. Поради това той е изгонен от държавна служба на следващата година през 1946 г. и е принуден да се пенсионира от Токийския университет на основание, че едновременно е заемал длъжността генерален хирург на флота.